# 津田修一
津田 修一（つだ しゅういち、1960年4月20日 - ）は、日本の運輸・国土交通技官。国土交通省大臣官房技術参事官や、国土交通省東北地方整備局長を務めた。国土技術研究センター国土技術開発賞最優秀賞受賞。

## 人物・経歴
北海道出身。室蘭工業大学工学部土木工学科卒業。1983年運輸省入省。1986年北海道開発局港湾部港湾建設課建設第3係長。1987年運輸省港湾局防災課調査係長。1989年港湾技術研究所計画基準研究室研究官。1990年国土庁大都市圏整備局整備課専門調査官。1992年第一港湾建設局新潟調査設計事務所建設専門官。1995年外務省在ブラジル日本国大使館一等書記官。
1998年釜石市総務企画部長。2000年運輸省港湾局技術課技術調査官。2001年国土交通省港湾局環境・技術課技術企画官。2002年九州地方整備局港湾空港企画官。2004年国際臨海開発研究センター研究主幹。2007年内閣府沖縄総合事務局那覇港湾・空港整備事務所長。2009年キーエレメント工法の開発により国土技術研究センター第11回国土技術開発賞最優秀賞受賞。
2010年東北地方整備局港湾空港部長。2013年国土交通省港湾局海洋・環境課長。2014年東北地方整備局副局長。2016年国土交通省大臣官房技術参事官（港湾局担当）。2017年7月7日から東北地方整備局長を務め、山田宮古道路の開通などにあたった。2018年7月31日国土交通省港湾局付。2019年行政管理研究センター特別参与。